# Laufen
Laufen (en francés Laufon) es una comuna suiza del cantón de Basilea-Campiña, capital del distrito de Laufen. Limita al norte con las comunas de Dittingen y Zwingen, al este con Brislach, al sureste con Wahlen bei Laufen, al suroeste con Grindel (SO) y Bärschwil (SO), al oeste con Liesberg, y al noroeste con Röschenz.